# كارين تشاو
كارين تشاو (بالإنجليزية: Karen Chau)‏ هي فنانة أمريكية، ولدت في 1977 في الولايات المتحدة.